# Discinella boudieri
Discinella boudieri är en svampart som först beskrevs av Lucien Quélet, och fick sitt nu gällande namn av Jean Louis Emile Boudier 1907. Discinella boudieri ingår i släktet Discinella och familjen Helotiaceae.  Utöver nominatformen finns också underarten spadicea.